# Евангелос Геракарис
Евангелос Геракакис (грч. Ευάγγελος Γερακάκης; Халкида 1871 — Атина 1913) је био грчки атлетичар који је учествовао на првим модерним Олимпијским играма 1896. у Грчкој. Такмичио се у маратону.
Геракакис је био један од 17 атлетичара који су 10. априла 1896. стартовали на маратонској трци. Био је један од девет маратонаца који су завршили трку. Кроз циљ је прошао као седми са непознатим резултатом.